# Sulalorikit
Sulalorikit (Trichoglossus flavoviridis) är en fågel i familjen östpapegojor inom ordningen papegojfåglar.

## Utseende och läte
Sulalorikiten är en liten och praktful lorikit, med lysande röd näbb och guldgult fjälligt mönster på bröstet. Den gröna rygen skiljs åt från det gula huvudet genom ett lodrätt mörkt streck. Runt ögat har den en stor och bar fläck vilket ger den ett stirrande uttryck. Lätena är ljusa och skriande.

## Utbredning och systematik
Fågeln förekommer i indonesiska ögruppen Sulaöarna (Taliabu, Seho och Mangole). Den behandlas som monotypisk, det vill säga att den inte delas in i några underarter. Tidigare inkluderades gulörad lorikit i arten.

## Levnadssätt
Sulalorikiten hittas i låglänta områden i skogar och mer öppna områden. Den ses i kringvandrande flockar som ofta samlas i fruktbärande och blommande träd.

## Status
Sulalorikiten har ett begränsat utbredningsområde, men beståndet tros vara stabilt. IUCN kategoriserar arten som livskraftig.

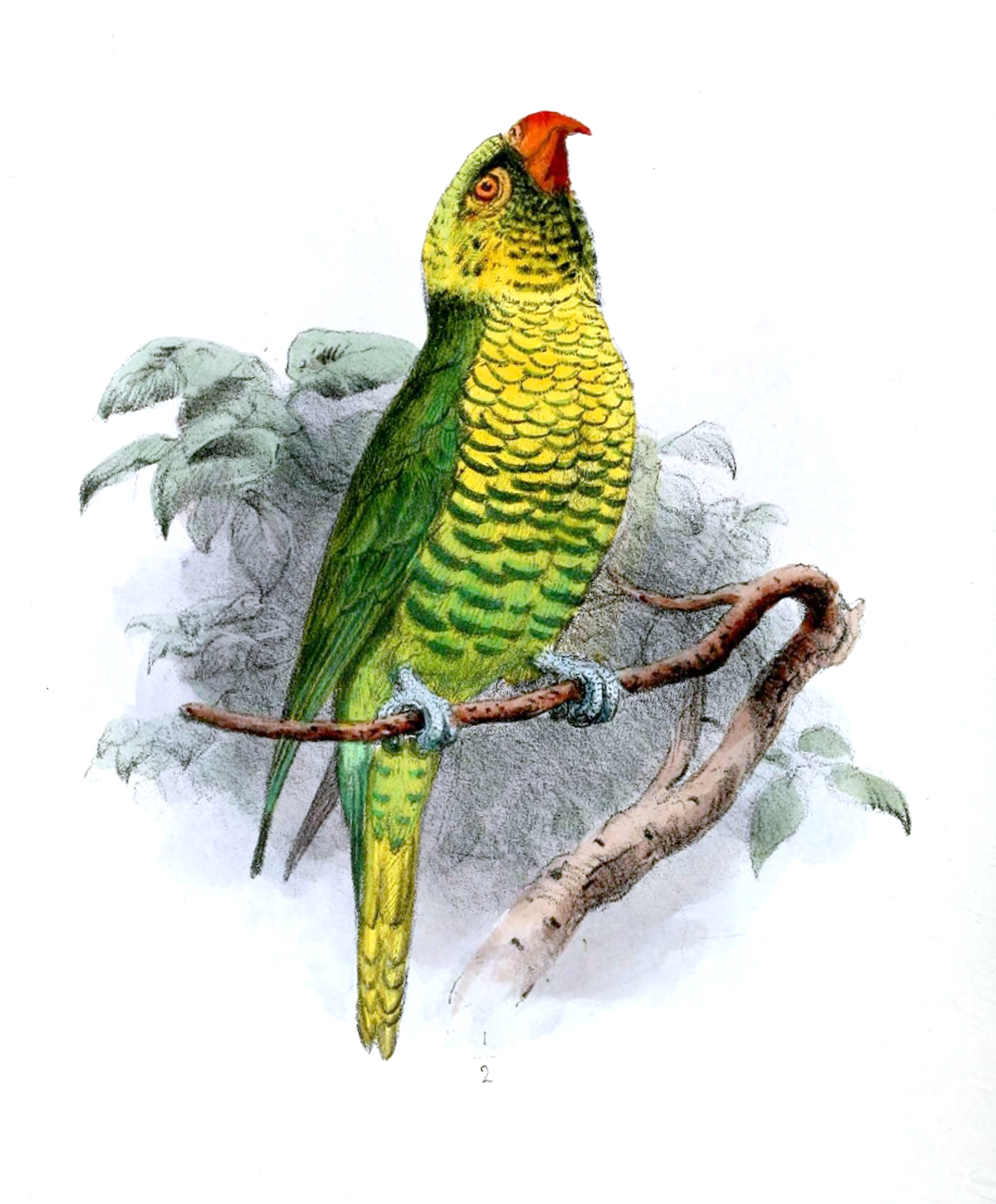